# Apropriação indébita
Apropriação indébita é o crime previsto no artigo 168 do Código Penal Brasileiro que consiste no apoderamento de coisa alheia móvel, sem o consentimento do proprietário. 
Diferencia-se do furto porque, no furto, a intenção do agente de apropriar-se da coisa é anterior à sua obtenção, enquanto que, na apropriação indébita, o objeto chega legitimamente às mãos do agente, e este, posteriormente, resolve  apoderar-se do objeto ilicitamente, ou seja, a apropriação indébita ocorre quando o agente deixa de entregar ou devolver ao seu legítimo dono um bem móvel ao qual tem acesso - seja por empréstimo ou por depósito em confiança.

## Definição
Conforme previsto no artigo 168 do Código Penal, a apropriação indébita consiste em: "Apropriar-se de coisa alheia móvel, de que tem a posse ou a detenção". A pena para a apropriação indébita é de um a quatro anos de reclusão e multa.
Para a configuração deste tipo penal, devemos observar a presença de três elementos: 
a) o ato de se apropriar de coisa móvel de outrem; 
b) no momento da apropriação, o agente deve ter a posse ou detenção de coisa obtida por meio legítimo; e 
c) a presença do animus rem sibi habendi (intenção de ter a coisa para sí)
A posse inicialmente legítima se torna ilegítima quando o agente demonstra a intenção de ter a coisa para sí, que pode acontecer das seguintes formas: 
Pela retenção: o agente demonstra ânimo de não devolver;
Pela disposição da coisa: através do consumo próprio indevido;
Apesar de a apropriação indébita conter certa semelhança com o furto, os crimes diferenciam-se na medida em que no furto o agente subtrai a coisa para si ou para outrem, enquanto na apropriação indébita não há subtração. O agente toma posse da coisa de maneira lícita mas se apodera da coisa, mantendo-a para si. 
Existe ainda, o crime de apropriação indébita previdenciária. 
O mesmo está previsto no artigo 168-A, do Código Penal, o qual consiste em deixar de repassar à previdência social as contribuições recolhidas dos contribuintes, no prazo e na forma legal ou convencional.
Tem como pena, a reclusão, de 1 (um) a 4 (quatro) anos, e multa.
Trata-se de crime omissivo puro ou próprio, em que o tipo objetivo é realizado pela simples conduta de não repassar aos cofres previdenciários as contribuições descontadas dos salários dos seus empregados .  

## Sujeito ativo
Tratando-se de crime comum, qualquer pessoa pode ser sujeito ativo do crime de apropriação indébita, até mesmo pessoa jurídica, bastando, apenas, ter a posse da coisa.

## Bem jurídico
O bem jurídico protegido é o direito de propriedade sobre coisa móvel que está na posse ou detenção do sujeito ativo do delito.

## Sujeito passivo
Entende-se por sujeito passivo o proprietário do bem móvel ou também o titular da posse direta do bem móvel.

## Elemento subjetivo do injusto
É o propósito de tirar proveito da coisa, comportando-se o agente como se fosse dono da coisa, às custas do real proprietário.

## Forma culposa
Não existe a forma culposa.

## Consumação
O crime consuma-se no momento em que o agente, ao exteriorizar sua vontade de possuir a coisa alheia móvel, atua por desvio, por ocultação, por retenção, por consumo ou por alheação, se recusando, em síntese, a devolve-la.

## Tentativa
É admitida, quando o real proprietário interceptar a coisa antes da tradição (no caso da venda da coisa pelo agente a terceiro).

## Agravamento da pena
O Código Penal prevê no § 1 do Art. 168 hipóteses referentes ao agente que, se configuradas, podem aumentar a pena prevista em até 1/3:
§ 1º A pena é aumentada em 1/3 (um terço), quando o agente recebeu a coisa:
I – Em depósito necessário
Entende-se por depósito necessário aquele que decorre do desempenho de obrigação legal, ou da ocasião de alguma calamidade.
II – Na qualidade de tutor, curador, síndico, liquidatário, inventariante, testamenteiro ou depositário judicial;
Neste caso, em razão das qualidades elencadas pelo inciso, o agente mantinha uma relação de confiança com o proprietário do bem, quebrada no ato da apropriação.  
III – em razão de ofício, emprego ou profissão.
Assim como no inciso acima, o legislador considerou a relação prévia de confiança entre o proprietário e o agente para configurar a majorante. Sem prejuízos, cabe lembrar que ofício é entendido como uma ocupação habitual em que é prestado um serviço. Por emprego, devemos considerar a ocupação da qual exista certa dependência ou hierarquia. Já por profissão, temos toda e qualquer atividade exercida com habitualidade e que seja remunerada.